# Långemåla landskommun
Långemåla landskommun var en tidigare kommun i Kalmar län.

## Administrativ historik
Den 1 januari 1863 började kommunalförordningarna gälla och då inrättades i Långemåla socken i Handbörds härad i Småland denna kommun. 
I kommunen inrättades 24 september 1948 en del av Ruda municipalsamhälle, vars huvuddel inrättades i Högsby landskommun.
Vid den landsomfattande kommunreformen 1952 uppgick denna landskommun i Högsby landskommun som den 1 januari 1971 ombildades till Högsby kommun.

## Politik

### Mandatfördelning i Långemåla landskommun 1942-1946
| 11 | 5 | 4 |

| 19 |

| 1 | 9 | 5 | 1 | 4 |

| 19 |